# Старовєров Дмитро Анатолійович
Дмитро́ Анато́лійович Старовє́ров — полковник Збройних Сил України.

## Нагороди
- Орден Богдана Хмельницького III ступеня (червень 2015 року) — за особисту мужність і героїзм, виявлені у захисті державного суверенітету та територіальної цілісності України, вірність військовій присязі під час російсько-української війни.
- Почесний нагрудний знак начальника Генерального штабу — Головнокомандувача Збройних Сил України «За доблесну військову службу Батьківщині» (грудень 2015 року).
- Нагрудний знак начальника Генерального штабу — Головнокомандувача Збройних Сил України «Учасник АТО» (липень 2015 року).
- Відзнака Президента України «За участь в антитерористичній операції» (лютий 2016 року).
- Почесний нагрудний знак начальника Генерального штабу — Головнокомандувача Збройних Сил України «Слава і честь» (жовтень 2016 року).
- Нагрудний знак Міністерства оборони України «За військову доблесть» (грудень 2016 року).
- Нагрудний знак Міністерства оборони України «Знак пошани» (липень 2018 року).
- Нагрудний знак Командувача Об'єднаних сил «Козацький хрест» ІІІ ступеня (серпень 2018 року).
- Почесний нагрудний знак начальника Генерального штабу — Головнокомандувача Збройних Сил України «За заслуги перед Збройними Силами України» (жовтень 2018 року).
- Відзнака Командувача Об'єднаних сил «Операція Об'єднаних сил. За звитягу та вірність» (жовтень 2018 року).
- Нагрудний знак Командувача Об'єднаних сил «Об'єднані сили» (жовтень 2018 року).